# American Football und Cheerleading Verband Schleswig-Holstein
Der American Football und Cheerleading Verband Schleswig-Holstein e.V. (AFCVSH) wurde am 10. Februar 1990 in Kiel gegründet und ist der Landesfachverband für die Sportarten American Football, Flagfootball und Cheerleading. Gründungsvereine waren der American Sports Club Kiel, der American Sports Club aus Lübeck und Flensburg 08. Im Jahr 1991 erfolgt die Aufnahme in den American Football Verband Deutschland, 1992 folgt die Aufnahme in den Landessportverband Schleswig-Holstein.

## Geschichte
Der AFCVSH ist der älteste Landesfachverband für die von ihm vertretenen Sportarten in Norddeutschland. Die Landesverbände in Niedersachsen Hamburg und Mecklenburg-Vorpommern wurden erst später gegründet, der Landesverband Bremen (AFCV Nord) war bei der Gründung des AFCVSH noch ein Regionalverband für mehrere Bundesländer.

## Mitgliedsvereine
Per 1. März 2021 waren folgende Vereine Mitglied im AFCVSH:
- American Sports Club Kiel
- United Sports Club Lübeck
- Elmshorner Männer Turn Verein
- Bramstedter Turnerschaft
- Bredstedter TSV
- SV Friedrichsgabe
- Blau-Weiß Wittorf Neumünster
- Polizeisportverein Flensburg
- Post SV Heide
- Rendsburg Knights
- Ostseesportverein
- SV Frisia 03 Risum-Lindholm
- TSV Bargteheide
- TSV Husum
- TSV Schwarzenbek
- American Football Kaltenkirchen
- SUS Waldenau
- ATSV Stockelsdorf
- SC Itzehoe

Anfang 2021 waren in den Vereinen 2387 Einzelmitglieder organisiert.

### Erfolge
- Deutscher Meister (Herren-Tackle): Kiel Baltic Hurricanes (1×)
- Europapokal (Herren-Tackle): Kiel Baltic Hurricanes (3×)
- Deutscher Meister (Flag Football): Kiel Baltic Flag Hurricanes (1×)

## Cheerleading
2005 beschloss die Mitgliederversammlung des AFVSH, die Gründung eines Cheerleadingverbandes zuzulassen. Dieser sollte zukünftig als Landesfachverband die Sportart Cheerleading in Schleswig-Holstein vertreten. Der Cheerleadingverband Schleswig-Holstein e.V. war der erste Cheerleadingverband in Deutschland., war Mitglied im AFVSH und nahm die Aufgaben eines Landesfachverbandes wahr.
Der Cheerleadingverband Schleswig-Holstein beschloss 2016 seine Auflösung. Beim Verbandstag des AFVSH im gleichen Jahr wurde die Mitgliedschaft der Cheerleader und die Namensänderung des AFVSH in AFCVSH beschlossen.

## Spielbetrieb
Zur Durchführung des Spielbetriebes hat sich der AFVSH mit den Landesverbänden Hamburg, Niedersachsen und Bremen zum Spielverbund Nord zusammengeschlossen. Gemeinsam werden Herren- und Jugendligen organisiert und somit ein Spielbetrieb sichergestellt.

## Trainerausbildung
Der AFVSH bietet als einer von wenigen Verbänden eine Ausbildung zum C-Trainer an. Diese Ausbildung steht auch Teilnehmern aus anderen Landesverbänden gegen eine Kostenbeteiligung offen.

## Fördermittel
Der AFCVSH erhält Mittel aus den Einnahmen des schleswig-holsteinischen Glücksspielgesetzes gemäß der Förderung des Sports über den Landessportverband.

## Nachwuchs
Der AFVSH stellt eine U17-Jugendauswahlmannschaft zusammen, die früher unter dem Namen Storm, inzwischen unter dem Namen Sharks antreten. Die Sharks traten zuletzt 2019 im B-Turnier des Jugendländerturniers an, bei dem der zweite Platz erreicht werden konnte. Auf Grund der Covid-19-Pandemie wurde seitdem keine neue Auswahlmannschaft aufgestellt. Erst 2023 wurde diese vom AFCVSH reaktiviert und parallel dazu Jörn Maier als Head Coach vorgestellt.
Optisch traten die Sharks zuletzt in den Landesfarben Schleswig-Holsteins an, wobei die Jerseys einen blauen Bauch- und Brustbereich, rote Seiten und Ärmel sowie weiße Schultern und Nummern hatten. Die dazugehörigen Hosen waren ebenfalls blau.